# Mary Jordan
Pour les articles homonymes, voir Jordan.
Mary Jordan, née le 27 novembre 1879 à Cardiff et morte le 15 mai 1961 à San Antonio, est une contralto américaine.

## Biographie
Elle entre d'abord au couvent Sainte-Cécile de Scranton et étudie ensuite en cours particuliers avec différents professeurs à Seattle, San Francisco et New York.
Elle fait ses débuts dans le rôle d'Amneris avec la Boston Opera Compagny le 28 mars 1911. Elle chante aussi dans des églises de Brooklyn et de New York.
Elle fait des tournées en Asie et est professeur au conservatoire de Manille pendant quelque temps. Elle s'installe finalement à San Antonio pour y être professeur de chant.